# Ernst Stuhlinger

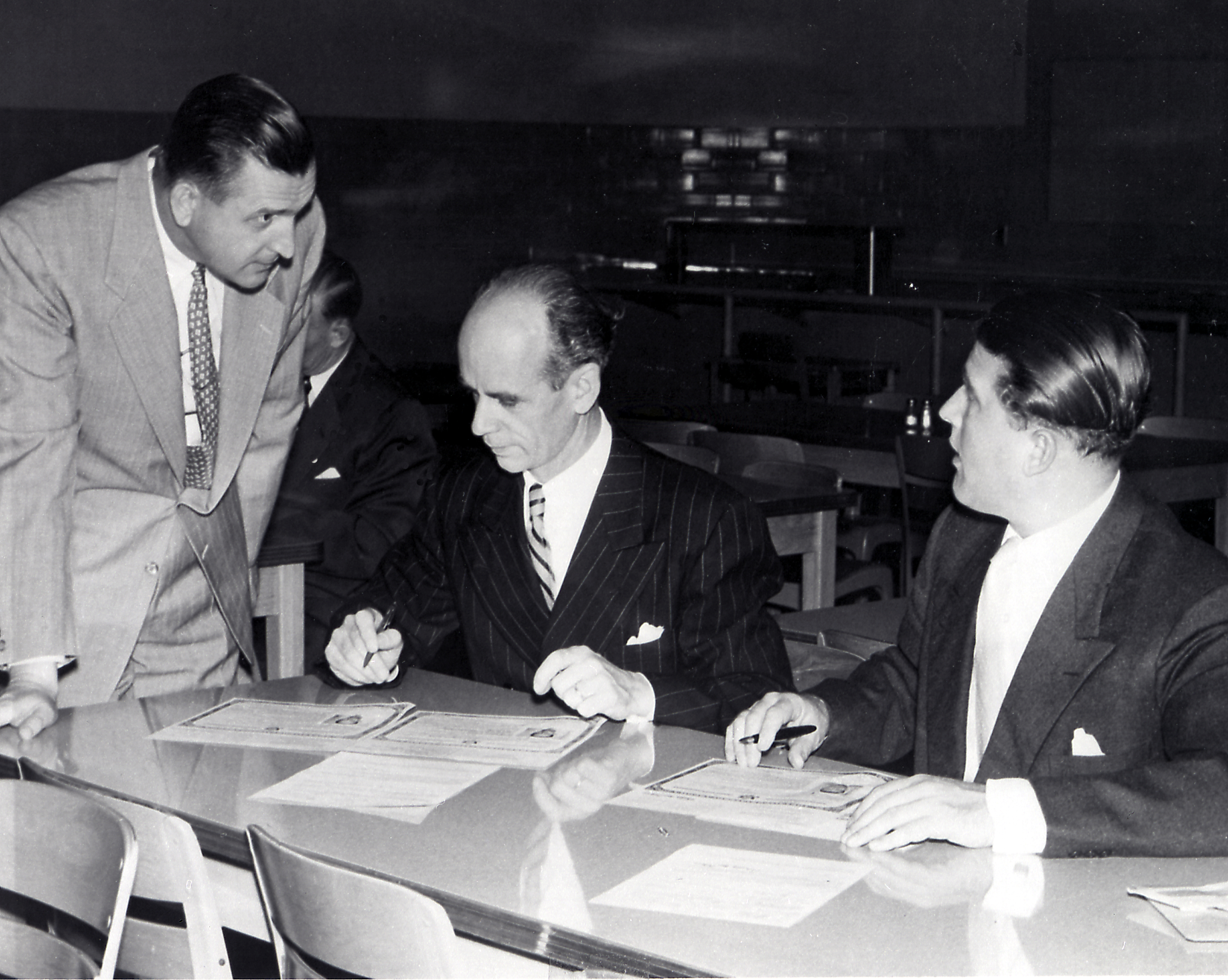
Ernst Stuhlinger (en el medio) y Wernher von Braun firmando sus certificados de ciudadanía estadounidense. A los miembros del equipo de Peenemünde y a sus familias se les otorgó la ciudadanía estadounidense por gracia el 14 de abril de 1955. Martin Schilling se ve en la izquierda de la imagen.

Ernst Stuhlinger (Niederrimbach, 19 de diciembre de 1913 – Huntsville, Alabama, 25 de mayo de 2008) fue un físico nuclear alemán, naturalizado estadounidense.
Estudió en la Universidad de Tubinga, donde obtuvo un doctorado en física a los veintitrés años. Sus estudios de posgrado en Berlín los hizo en física nuclear y rayos cósmicos. En 1939 ingresó a trabajar en el Programa Alemán de Energía Atómica. En 1943 se unió al equipo de Wernher von Braun en la ciudad alemana de Peenemünde, donde estudió los sistemas atómicos. Fue uno de los 126 científicos que emigraron a Estados Unidos con Von Braun tras la Segunda Guerra Mundial como parte de la Operación Paperclip. El 14 de abril de 1955, el gobierno de los Estados Unidos le otorgó la ciudadanía estadounidense. 
En los años 1950, Stuhlinger trabajó en el arsenal de Redstone en Alabama, donde desarrolló modelos de naves espaciales movidas por energía solar para viajes espaciales de larga distancia. El más popular de estos modelos se basaba en propulsores iónicos, los cuales utilizaban vapores de cesio o rubidio para acelerar los iones positivamente cargados mediante electrodos engrillados. Stuhlinger se refería a esta nave como "nave solar" ("sunship"). 
El 31 de enero de 1958, Stuhlinger fue el encargado de presionar el botón que inició la última fase de ascenso del cohete que envió a la órbita terrestre al Explorer 1, primer satélite artificial de Estados Unidos, diseñado en respuesta al Sputnik 1 que cuatro meses antes había iniciado la carrera espacial de la Unión Soviética. Tras esa noche, Stuhlinger se ganaba el apodo del "hombre con el dedo de oro" y se convertía en pieza clave del programa estadounidense de exploración lunar.
Stuhlinger fue director del laboratorio de ciencia espacial en el Centro Espacial Marshall de la NASA en Huntsville, entre 1960 y 1968, y posteriormente su director asociado de ciencia hasta 1975, fecha en que se retiró y asumió como profesor adjunto e investigador científico senior en la Universidad de Alabama. 
Es considerado uno de los pioneros de la propulsión eléctrica, siendo, entre otras contribuciones, autor del clásico texto "Ion Propulsion for Space Flight" (McGraw-Hill, Nueva York, 1964). 
Stuhlinger falleció en Huntsville a los 94 años de edad.

## Obra

### Algunas publicaciones
- Possibilities of Electrical Space Ship Propulsion, Friedrich Hecht (ed.) Bericht über den V. Internationalen Astronautischen Kongress (Osterreichen Gesellschaft für Weltraumforschung, Viena, 1955).

- con Joseph King: Concept for a Manned Mars Expedition with Electrically Propelled Vehicles, Progress in Astronautics, v. 9, S. 647–664, San Diego: Univelt, 1963.

- con Krafft A. Ehricke, Egmont R. Koch, Hermann-Michael Hahn: Projekt Viking. Die Eroberung des Mars, Kiepenheuer & Witsch GmbH, noviembre de 1982.

- con Frederick J. Ordway III: Wernher von Braun. Aufbruch in den Weltraum, Esslingen, 1992.

- Enabling Technology for Space Transportation. In: The Century of Space Science. 1, 2001, p. 73–74.

- Leland F. Belew, Ernst Stuhlinger (6 de agosto de 2004).  National Aeronautics and Space Administration, ed. «Skylab: A Guidebook».